# Scott Mansell
Scott Kevin Mansell  (Birmingham, 1 de outubro de 1985) é um automobilista inglês.

## Carreira
Aluno da escola de grámatica Bishop Vesey's, em Sutton Coldfield, Mansell foi o campeão da temporada 2004 da EuroBOSS Series. No mesmo ano, Mansell foi um dos indicados ao McLaren Autosport BRDC Award, perdendo para o piloto inglês de DTM, Paul di Resta. Desde então, ele não competiu em uma temporada completa em qualquer campeonato. Ele não tem qualquer grau de parentesco com o campeão mundial de Fórmula 1, Nigel Mansell.
Ainda em 2004, Mansell venceu o BBC Midlands Young Sportsperson do ano e também foi nomeado ao prêmio de piloto do ano do Autosport Club.
Em 2009 ele substituiu Duncan Tappy no carro do Galatasaray na Fórmula Superliga. Esta foi sua primeira corrida desde a etapa da Indy Pro Series que serviu como evento de apoio ao Grande Prêmio dos Estados Unidos de 2006. Seu retorno não durou muito, já que ele foi substituído pelo chinês Ho-Pin Tung na etapa subsequente.
Scott Mansell é o fundador e diretor administrativo da Track Days Driver - empresa líder no campo de pesquisa, informações e promoção de treinos automobilísticos.

## Recordes
Mansell é o atual detentor do recorde de volta do traçado Indy do circuito de Brands Hatch. O tempo de 38.032 segundos foi alcançado durante a temporada 2004 da EuroBOSS. 
Além do melhor tempo em Brands Hatch, Mansell também quebrou os recordes de Silverstone, Donington Park, Lausitz e Zolder durante a temporada de 2004. 